# Conestable de Castella

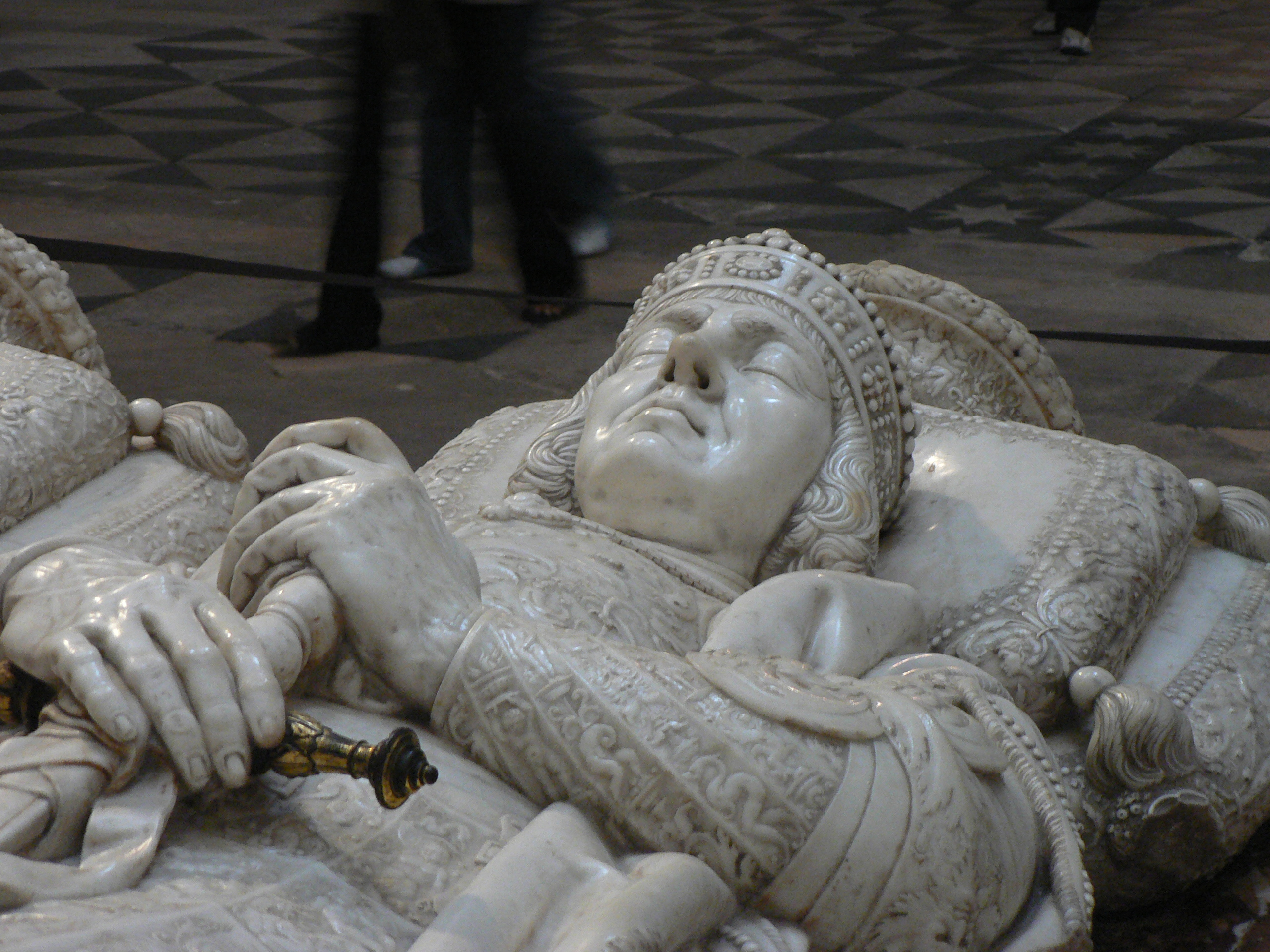
Detall de la tomba del Conestable a la Catedral de Burgos.

 Conestable de Castella  va ser un títol de conestable creat pel rei Joan I de Castella per substituir el d'Alferes Major del Regne. En ell requeia el comandament suprem de l'exèrcit i tenia el dret de portar pendó, maça i rei d'armes. El Conestable era el màxim representant del Rei en absència d'aquest.
El 6 de juliol de 1382 Joan I va concedir el títol a Alfons d'Aragó i Foix, tenint caràcter vitalici però no hereditari. Aquest tipus de transmissió es duria a terme fins a 1473 quan Enric IV nomena condestable a Pedro Fernández de Velasco, a partir del qual el títol es faria hereditari. José Fernández de Velasco i Tovar va ser l'últim condestable de Castella, amb motiu de la Guerra de Successió Espanyola.
El Conestable Pedro Fernández de Velasco va manar la construcció de la Casa del Cordó de Burgos i l'anomenada  Capella del Condestable  a la Catedral de Burgos, on està enterrat.

## Conestables
1. Alfons d'Aragó i Foix de 1382 a prop de 1391. En morir Joan I de Castella en 1390, deixà en testament que Alfon,s juntament amb cinc cavallers, havia de fer-se càrrec del rei nen Enric III. Alfons no es portava bé amb la resta de tutors, de manera que no va col·laborar ni en el govern ni en la tutela reial. Per aquesta raó el van desposseir del títol de Conestable. En 1394, sent ja Enric III major d'edat, li va proposar a Alfons la devolució del seu títol, però no van arribar a un acord.[3]
2. Pedro Enríquez de Castella de 1393-1400. Va ser comte de Lemos, Trastàmara i Sarria, i net del rei Alfons XI el Justicier.
3. Ruy López Dávalos, de 1400 a 1423. Encara que va morir el 1428, va ser desposseït dels seus títols i béns en 1423 acusat de voler pactar amb el rei moro de Granada.[4]
4. Álvaro de Luna y Jarana de 1423-1453. Investit pel rei Joan II de Castella després que Riu perdés el títol.
5. Miguel Lucas de Iranzo de 1458-1473. Investit pel rei Enric IV de Castella el 25 de març de 1458 en l'alcàsser de Madrid[5]
6. Pedro Fernández de Velasco de 1473-1492
7. Bernardino Fernández de Velasco de 1492-1512
8. Íñigo Fernández de Velasco de 1512-1528
9. Pedro Fernández de Velasco de 1528-1559
10. Íñigo Tovar y Velasco de 1559-1585
11. Juan Fernández de Velasco i Tovar de 1585-1613
12. Bernardino Fernández de Velasco y Tovar de 1613-1652
13. Íñigo Melchor Fernández de Velasco de 1652-1696
14. José Fernández de Velasco y Tovar de 1696-1713.